# Lucie van Dam van Isselt
Lucie van Dam van Isselt (geboren 15. Juni 1871 in Bergen op Zoom; gestorben 7. Juni 1949 in Den Haag) war eine niederländische Malerin. 

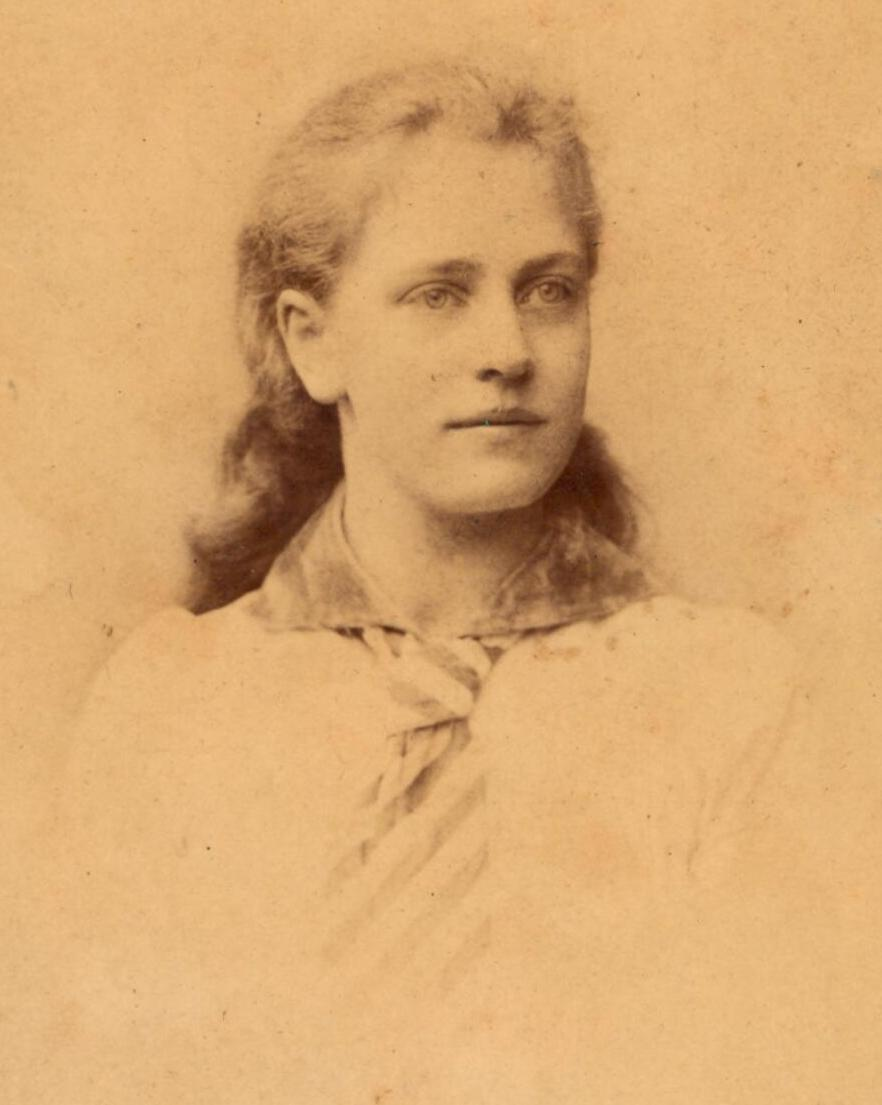
Carel Eduard Westerborg: Lucie van Dam van Isselt

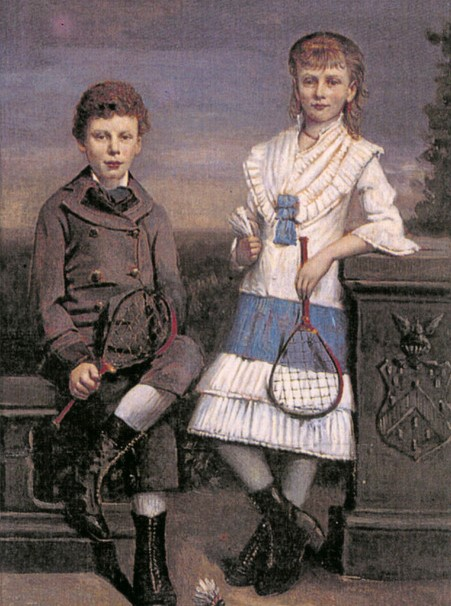
Johannes Daniël Belmer: Lucie und ihr Bruder Willem

## Leben
Lucie van Dam van Isselt war eine Tochter des Berufssoldaten und Kommandeurs der Koninklijke Militaire Academie Jacob Thomas Theodoor Carel van Dam van Isselt und der Henriette Marie Lucresia Drabbe. Sie erhielt ihre erste Ausbildung in der Malerei in Kampen bei Johannes Daniël Belmer und studierte von 1901 bis 1904 an der Königlichen Akademie der Bildenden Künste in Den Haag bei Fridolin Becker und in der Modellklasse von Frits Jansen. Sie hielt sich in den 1890er Jahren in Veere in einem Künstlerkreis von Théo van Rysselberghe und Jan Toorop auf. Van Dam van Isselt heiratete 1892 in Bergen op Zoom den Maler Evert Cornelis Ekker, sie hatten zwei Söhne. Sie ließen sich in Den Haag nieder und unternahmen verschiedene Kunstreisen durch Europa. 1900 zogen sie nach Oosterbeek. Die Ehe wurde 1907 geschieden. Von 1907 bis 1933 lebte sie dauerhaft in Verre, das sie in vielen Bildern festhielt. Dort entstand eine Vielzahl von Ölbildern, Aquarellen und Zeichnungen von der Kirche in Veere, dem „Schotse Huizen“ und dem Blick aus ihrem Atelier zu verschiedenen Jahreszeiten. Sie gehörte zu der Künstlerinnengruppe Veerse Joffers. 1908 studierte sie Radierung und Lithographie an der École nationale supérieure des beaux-arts de Lyon bei Auguste Morisot. Van Dam van Isselt heiratete 1909 den Kunstkritiker Albert Charles Auguste Plasschaert. Diese Ehe wurde 1921 geschieden.   
Van Dam van Isselt malte anfänglich vornehmlich Landschaftsansichten ihrer heimatlichen Umgebung. Sie beherrschte die Porträtkunst, das Stillleben, die Genremalerei und die Tiermalerei. Sie war Mitglied in der Künstlergenossenschaft Pictura in Dordrecht, im Haagse Kunstkring und im Haager Künstlerverein Pulchri Studio. Eine Schülerin von ihr war Bas van der Veer.
Werke von van Dam van Isselt sind unter anderem im Bestand der Sammlungen des Zeeuws Museums in Middelburg, des Kunstmuseums Den Haag, des Rijksprentenkabinet in Amsterdam und des Teylers Museums in Haarlem.

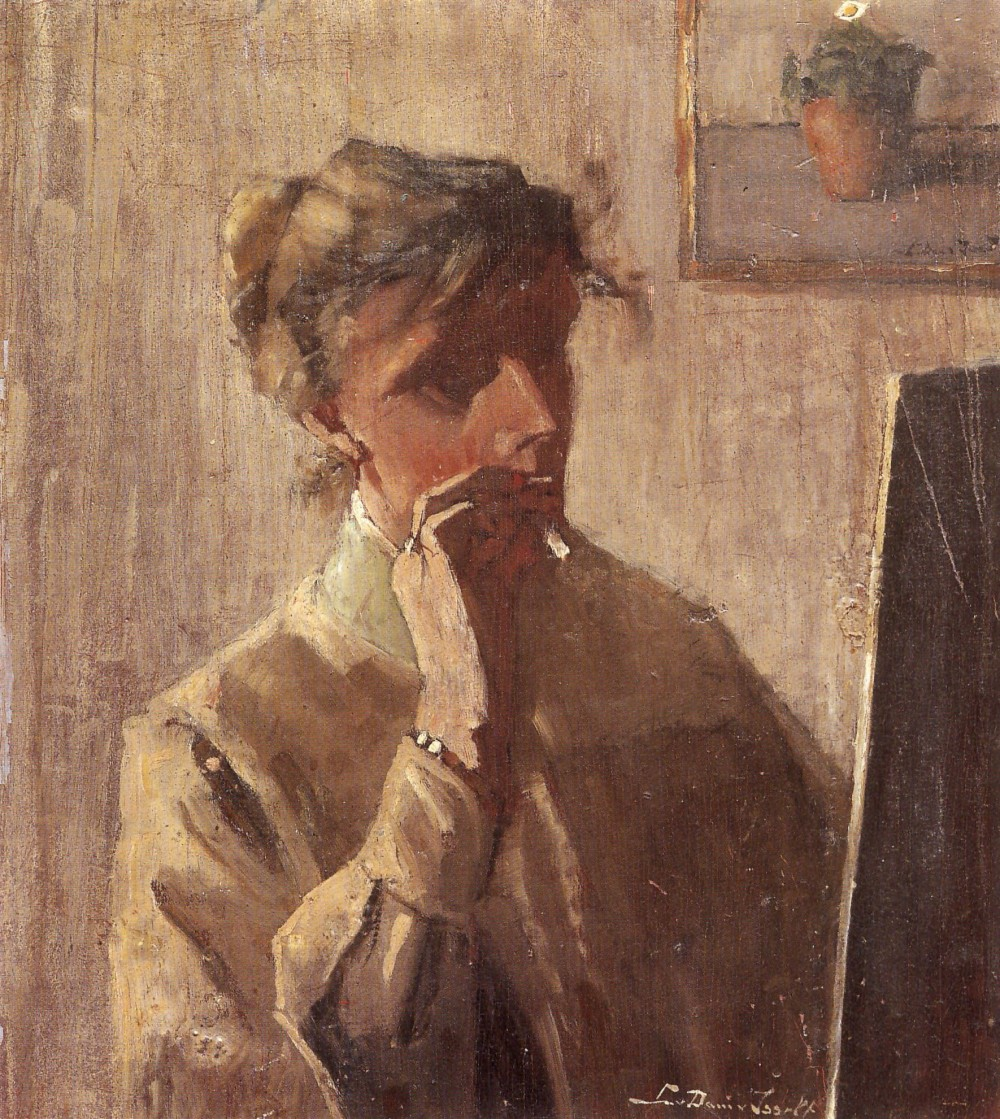
Selbstporträt (1909)
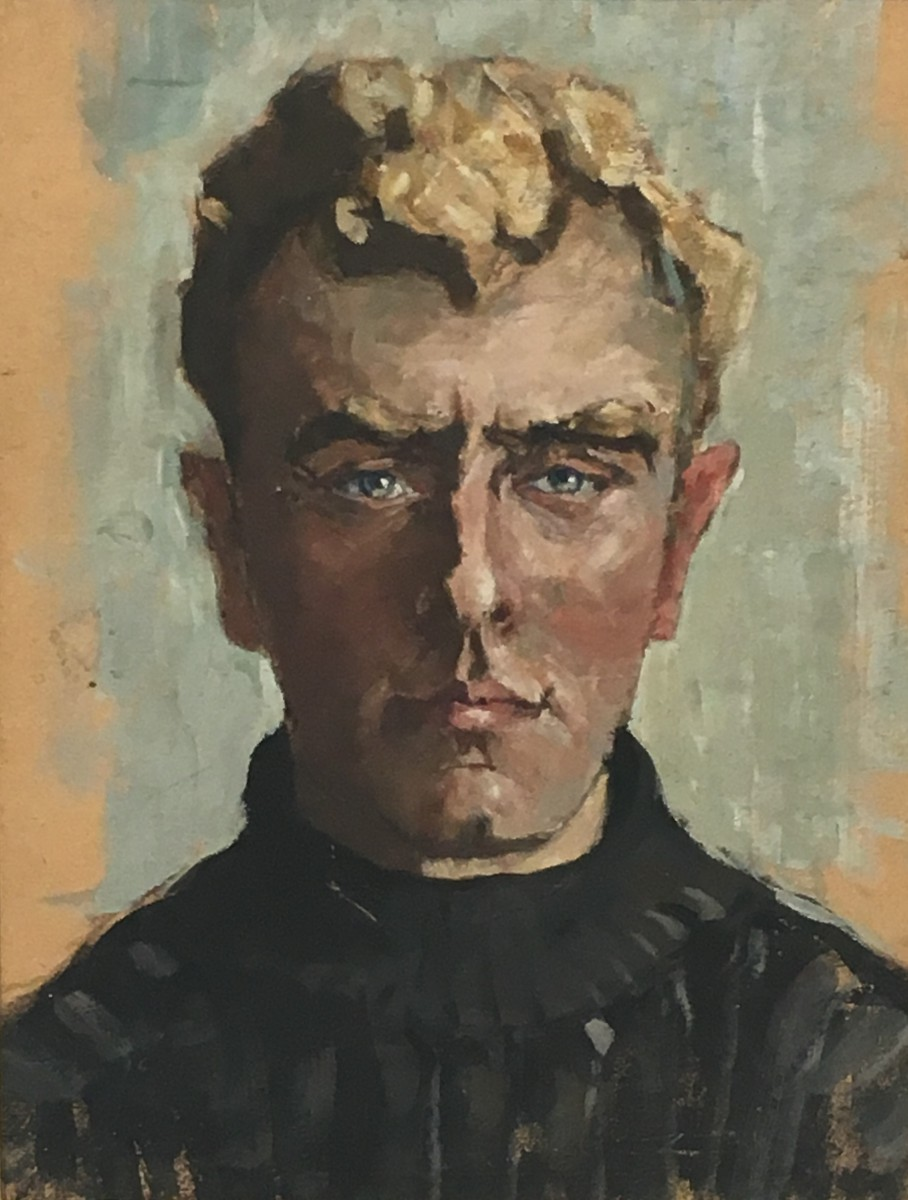
Evert Ekkert (ca. 1920)
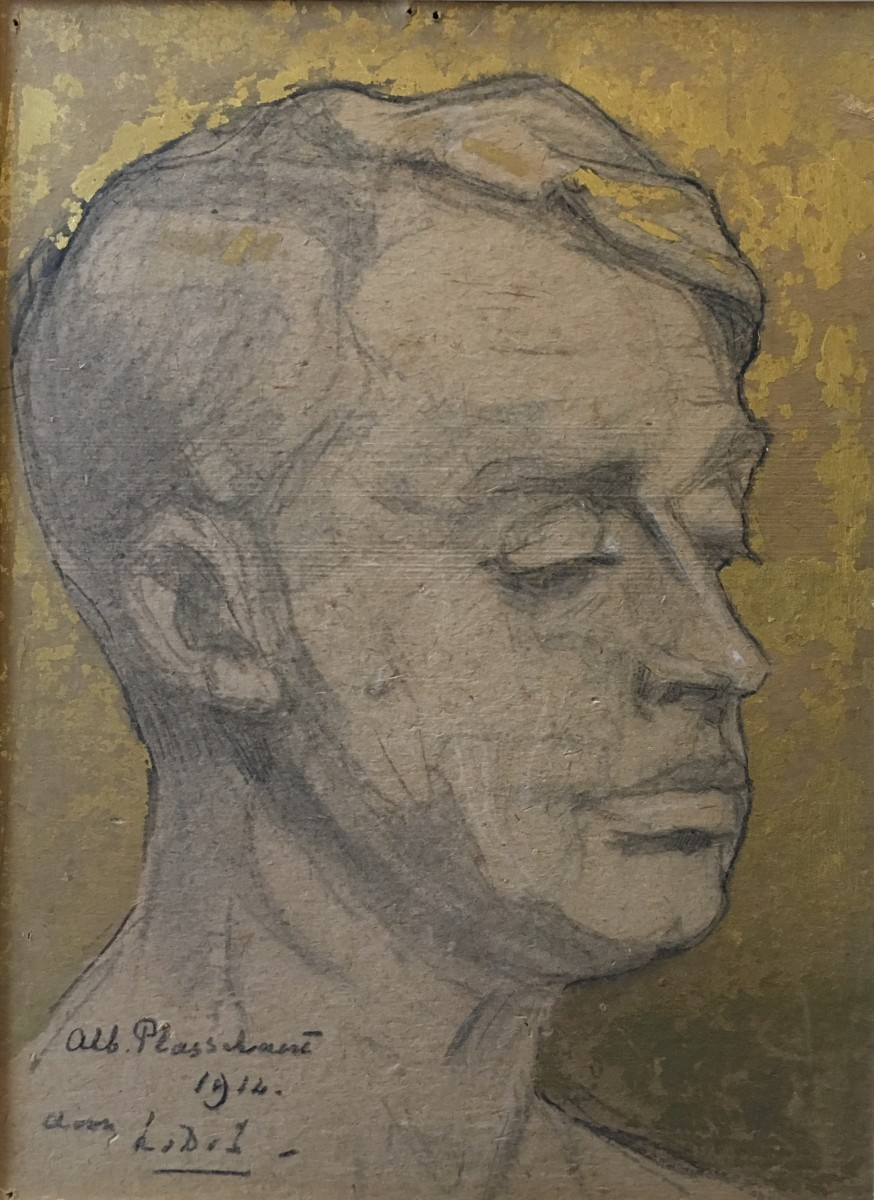
Albert Plasschaert (1914)
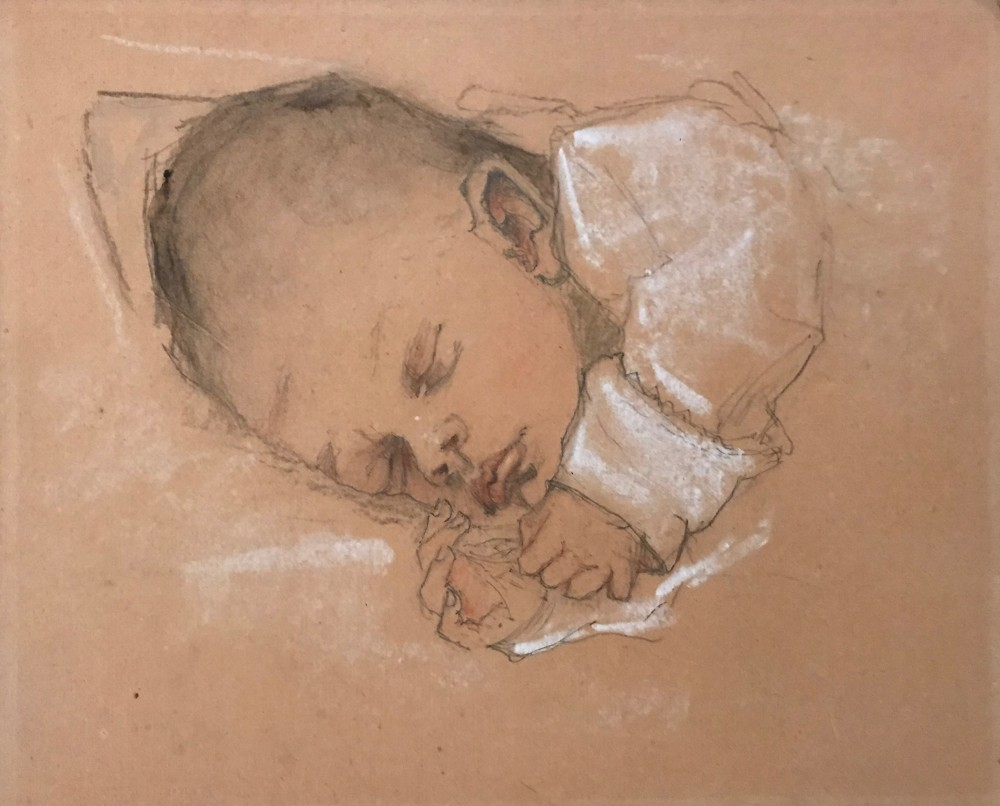
Enkelin Barbara
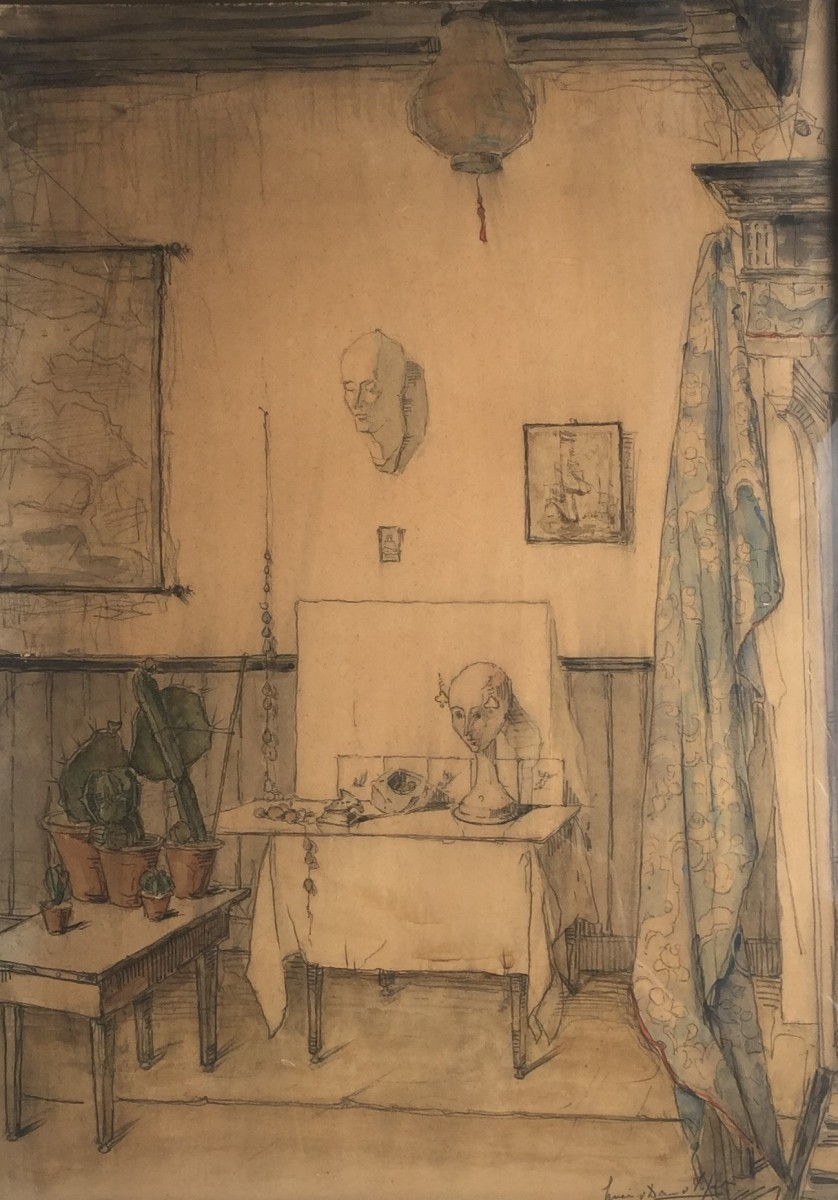
Atelier in Veere
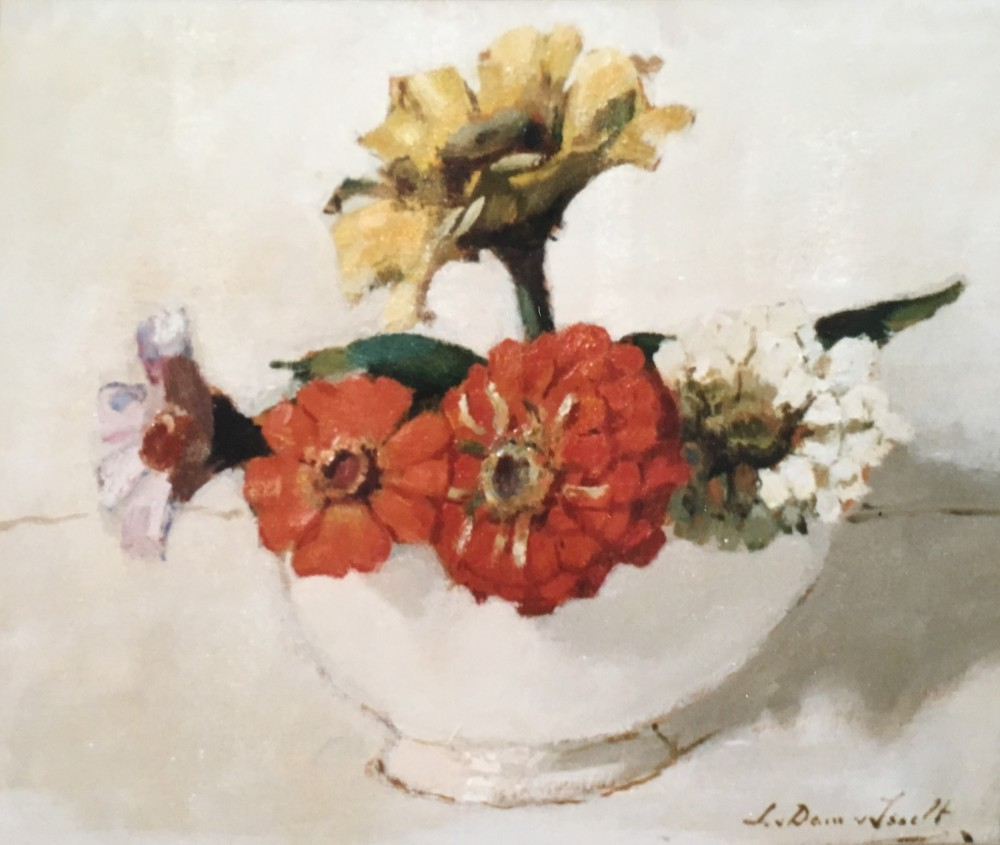
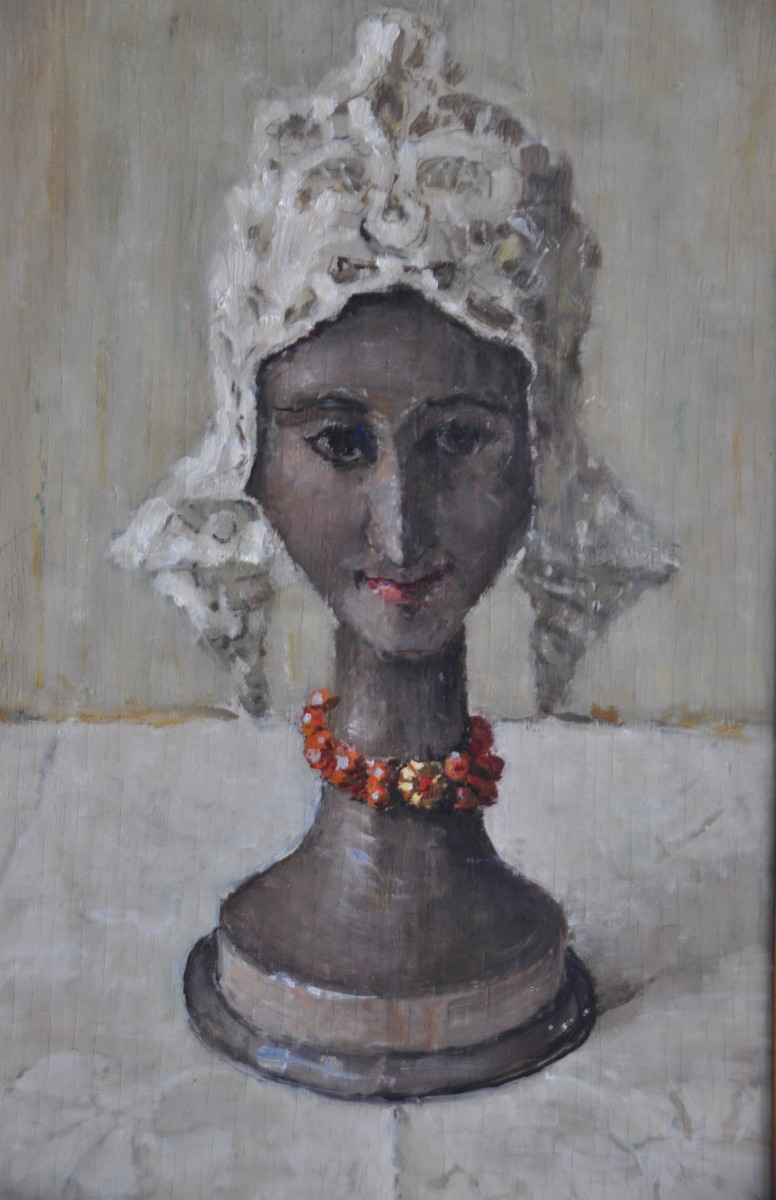
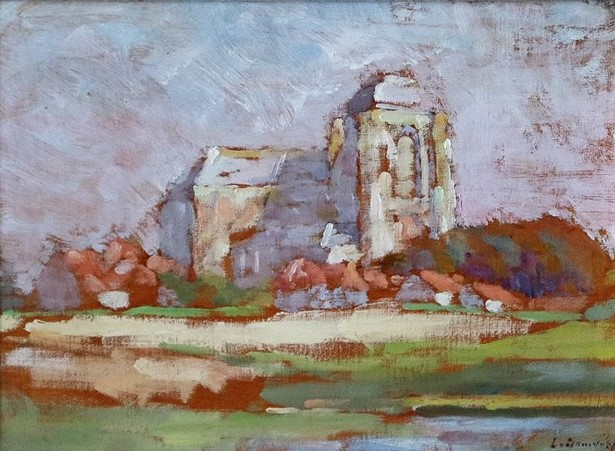
Veere
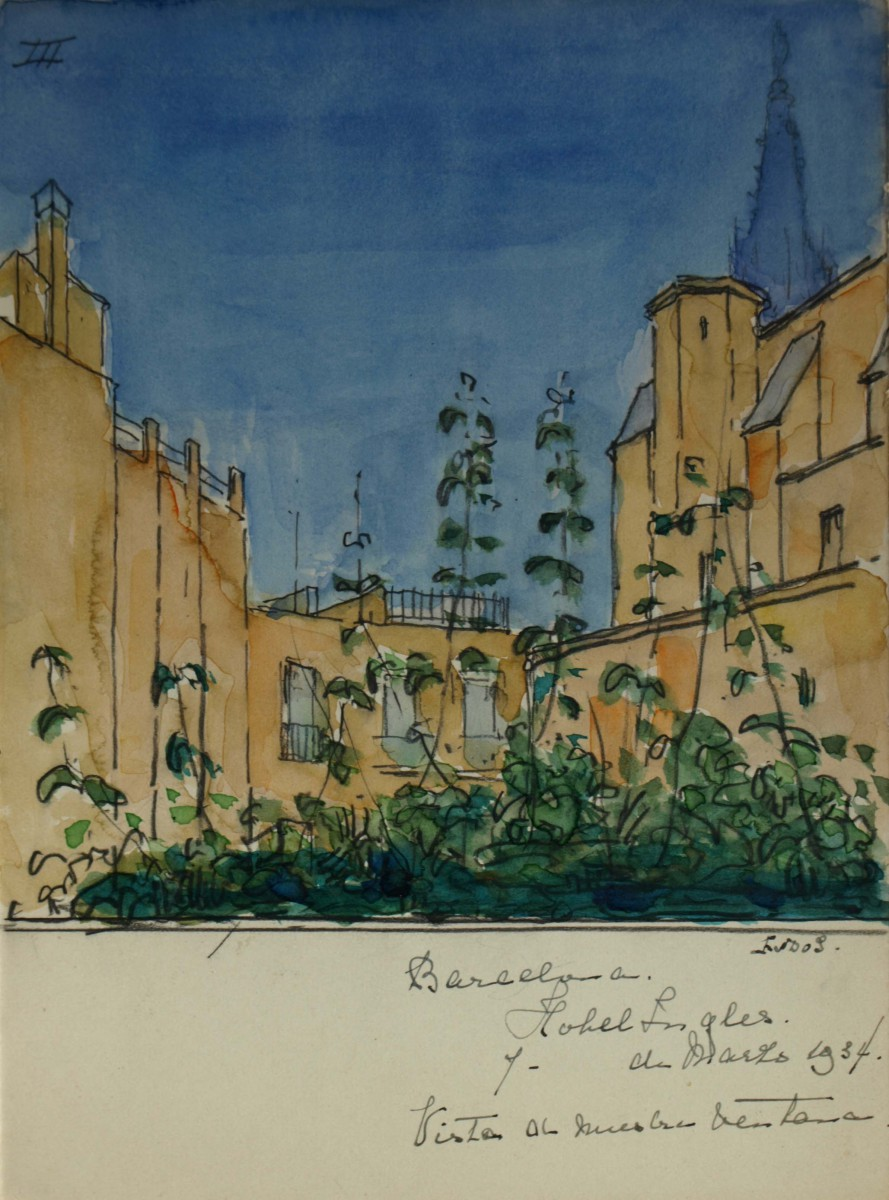
Barcelona
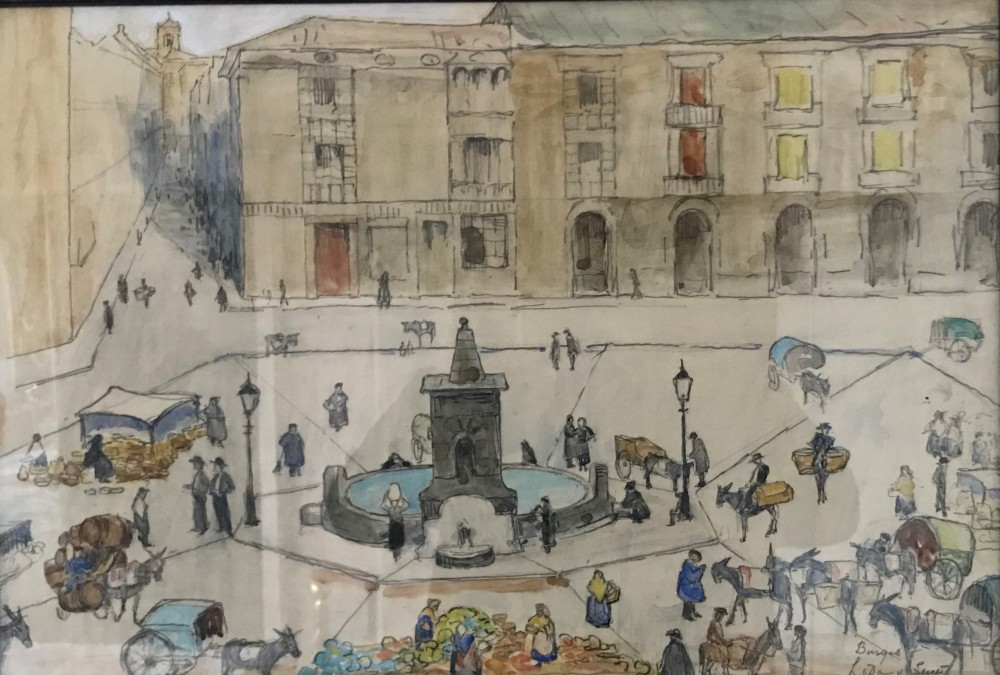
Burgos
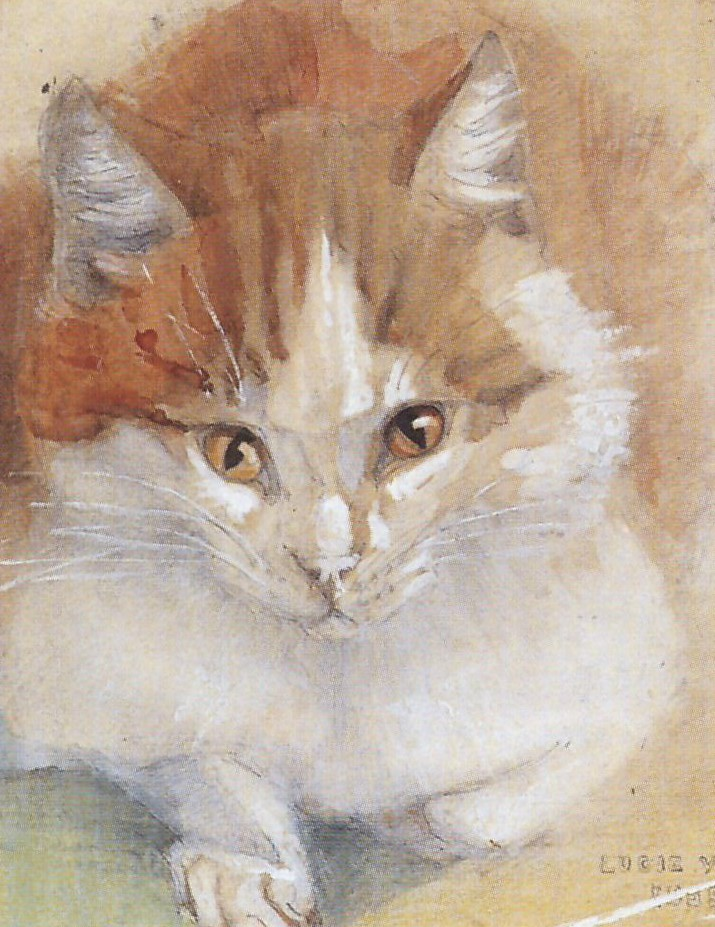